# تيبور مولدوفان
تيبور مولدوفان (بالرومانية: Tibor Moldovan)‏ (3 مايو 1982 - ) هو لاعب كرة قدم روماني في مركز الهجوم. لعب مع دينامو بوخارست ونادي أويبست وNyíregyháza Spartacus FC ‏ وFC Dinamo București II ‏ ونادي فارول كونستانتسا وغلوريا بيستريتسا ‏ وCS Luceafărul Oradea ‏ وCSM Unirea Alba Iulia ‏ وVecsési FC ‏.

## وصلات خارجية
- تيبور مولدوفان على موقع قاعدة بيانات كرة القدم.إي يو (الإنجليزية)
- تيبور مولدوفان على موقع Soccerway.com (الإنجليزية)